# Решетняк Валерій Григорович

Обкладинка третього альбому Руслани — «Дикі танці»

Валерій Григорович Решетняк — український фотограф.

## Життєпис
- 1981—1982 — закінчив Інститут журналістської майстерності.
- 1987 — лауреат срібної медалі всесоюзного конкурсу фотографії в Москві.
- 1988 — 1992 голова Творчого фотографічного об'єднання «Погляд[1]» /члени- Лукацький Єфрем \Efrem Lukatsky\, Супинський Сергій \Sergei Supinsky\, Рита Островська \Рита Сара-Рут Островская\, Гляделов Олександр, Ляпін Олександр \Oleksandr Liapin\, Ранчуков Олександр, Левитський Олексій, Тугушев Юрій, Гутієв Сергій, Козулько Олександр, Павло Пащенко.
- 1989 — співзасновник Національної спілки фотохудожників України.
- 1989 — 1991 секретар з творчих питань Національної спілки фотохудожників України.
- 1993 перша премія у всеукраїнському конкурсі документальної фотографії, проведеному в Києві організацією Freedom Forum / США /. Друга премія — Гліб Гаранич \Gleb Garanich\, третя премія — Борис Михайлов \ Vita Mikhailov\ .
- 1994 перше місце в Першому Національному конкурсі документальної фотографії «Укрпресфото».
- 1992 — 2015 власна комерційна фотостудія.